# Hejre (græs)
 For alternative betydninger, se Hejre. (Se også artikler, som begynder med Hejre)
Hejre (Bromus) er en slægt i græs-familien. Det er topgræsser, det vil sige at blomsterstanden er en klase med stilkede småaks (topformet). Bladskederne er sammenvoksede i randen og af den grund rørformede, og den oprette top har relativt store, æg-lancetformede småaks, der som oftest er stakbærende. De stakbærende inderavner (blomstens dækblade, også kaldet lemma) har sammenløbende nerver i spidsen (der skal anvendes en stærk lup) og stakken begynder subapikalt, dvs. ikke fra spidsen af dækbladet, men fra dets ryg.

## Etymologi
Navnet hejre har været brugt på dansk om slægten Bromus siden 1793, og kendes tilbage fra 1561 om forskellige græsser som ofte ikke kan artsbestemmes i dag. Navnet menes at være beslægtet med norsk hagr (hestehår fra hale eller manke, stridt hår) og hentyder til de lange, børsteagtige stakke på de nedre inderavner hos nogle arter, især gold hejre.
Det videnskabelige slægtsnavn Bromus er afledt af latin bromos, der igen kommer fra oldgræsk βρομός (bromós). βρομός og bromos betyder havre, som igen er afledt af græsk brom (mad), antageligt fordi det er brugt som dyrefoder. βρομός synes at refereret specifikt til Avena sativa (almindelig havre) (Hippocrates: On Regimen in Acute Diseases 2.43, Dioscorides Medicus 2.94, Polemo Historicus 88) og Avena barbata (skæghavre) (Theofrastos: Historia Plantarum 8.9.2, Pseudo-Dioscorides 4.137). Det generiske navn kommer fra avēna, der er et latinsk ord for "havre" eller "vild havre".

## Taksonomi
Slægten Bromus fik sit navn af botanikeren Carl von Linné i 1753, og har på verdensplan omkring 165 arter.
Græs-familien inddeles i moderne systematik i 768 slægter, der er samlet i 52 stammer (tribes), der igen er samlet i 12 underfamilier. Bromus er den eneste slægt i stammen Bromeae, og er nærmest beslægtet med stammen Triticeae, hvortil bl.a. hører slægterne hvede (Triticum) og byg (Hordeum). Begge stammer tilhører underfamilien Pooideae. Nogle arter af Bromus er enårige, medens andre er flerårige, og ligesom medlemmerne af Triticeae er de C3-planter.
Arterne af Bromus har deres oprindelse i Eurasien og er derfra spredt til Afrika og Amerika. I dette forløb opstod der i flere tilfælde hybridisering mellem nærstående arter med polyploidi som resultat. Der ses således kromosomtal fra 2x op til 12x. Polyploide arter, der er fremkommet ved hybridisering, er allopolyploide, dvs. de har flere varianter af hvert gen på adskilte kromosomer. Afgrænsningerne mellem mange arter indenfor slægten kan være vanskelige.
Slægten Bromus er opdelt i sektioner, der ofte ses udskilt i selvstændige slægter. F.eks. er de danske hejrearter i "Dansk Flora" (2006) henført til tre slægter Bromus, Anisantha og Bromopsis. Denne opdeling er historisk (Anisantha blev således udskilt allerede i 1840), men støttes ikke af molekylære fylogenetiske studier, der viser et nært slægtskab mellem arter fra de forskellige sektioner.

## Arter i Danmark
Der er tolv arter af hejre i Danmark, hvoraf mange er indført med kulturen. I en del traditionelle systematikker er det kun syv af disse, der er er henført til slægten Bromus, to henregnes til slægten Anisantha og tre til slægten Bromopsis.
- Agerhejre (Bromus arvensis)[16]
- Blød hejre (Bromus hordeaceus) (også henført til Bromus hordeaceus ssp. hordeaceus)[17]
- Liggende hejre (Bromus hordeaceus ssp. thominei)[18]
- Mangeblomstret hejre (Bromus commutatus)[19]
- Enghejre (Bromus racemosus)[20]
- Rughejre (Bromus secalinus)[21]
- Gold hejre (Bromus sterilis) (også henført til Anisantha sterilis)[22]
- Taghejre (Bromus tectorum) (også henført til Anisantha tectorum)[23]
- Skovhejre (Bromus ramosus) (også henført til Bromopsis ramosa)[24]
- Opret hejre (Bromus erectus) (også henført til Bromopsis erecta)[25]
- Stakløs hejre (Bromus inermis) (også henført til Bromopsis inermis)[26]]

Indslæbt af og til er:
- Småakset hejre (Bromus lepidus)[27]

- Agerhejre har fra gammel tid været et almindeligt ukrudt på marker i Danmark.
- Blød hejre er dunblødt håret overalt og småaksene er som regel også hårede.
- Liggende hejre er en underart af blød hejre, der er lille og nedliggende og har glatte småaks.
- Mangeblomstret hejre ligner blød hejre, men har længere og glatte småaks.
- Enghejre ligner mangeblomstret hejre og har glinsende glatte småaks.
- Rughejre har glatte småaks og stakkene kortere end på de fleste andre hejrearter.
- Gold hejres småaks har meget lange stakke. Planten er glat.
- Taghejre ligner gold hejre, men er dunhåret foroven på stilk og småaks.
- Skovhejre (tv) og opret hejre[25] (th) former begge tuer.
- Stakløs hejre har en meget kort eller manglende stak.

## Systematisk underinddeling i sektioner
Slægten Bromus inddeles traditionelt i 7 sektioner. Flere af sektionerne er blevet beskrevet som selvstændige slægter.
- Sektion Bromus har omtrent 40 arter, og rummer såvel enårige som toårige diploide og tetraploide arter, hvoraf flere har spredt sig over det meste af verden og har etableret sig på dyrkede jorder som ukrudt.[10] Danske arter er rughejre (B. secalinus), agerhejre (B. arvensis), blød hejre (B. hordeaceus), mangeblomstret hejre (B. commutatus) og enghejre (B. racemosus). Agerhejre er en vinterannuel krydsbestøvende diploid art, der dyrkes i Nordamerika som et fodergræs, der kan dække jorden om vinteren. Blød hejre regnes for at være allotetraploid og kan være et aggressivt ukrudt.

- Sektion Genea (også kaldet subgenus Stenobromus[30] eller henført til sin egen slægt, Anisantha) består af 7 selvbestøvende enårige arter, hvoraf to er danske: gold hejre (B. sterilis) og taghejre (B. tectorum). Disse to arter og en tredje art i gruppen, B. fasciculatus, der i udbredelse er begrænset til Middelhavsområdet, er diploide, og har gennem hybridisering indbyrdes og mellem arter fra andre sektioner har givet ophav til de øvrige arter i gruppen.[15]

- Sektion Pnigma har omtrent 60 medlemmer. Gruppens taxonomi er omdiskuteret og fylogenetiske studier har vist, at der ikke er tale om en monofyletisk gruppe, dvs. den har ikke en fælles stamfader.[14] Gruppens medlemmer henføres ofte til sin egen slægt: Bromopsis. Gruppen har tre danske medlemmer: Skovhejre (B. ramosus) er diploid, kortlivet og former løse tuer, medens stakløs hejre (B. erectus) og opret hejre (B. inermis) er flerårige og former tætte tuer. Stakløs hejre er som regel diploid og menes at være en af arterne, der gennem hybridisering var med til at danne opret hejre.[10] Dyrkede former af opret hejre i Nordamerika kan være både autoallooctoploide (2n=8x=56; den hyppigste form), allotetraploide (2n=4x=28) og hexaploide (2n=6x=42).[31] Opret hejre er en af de mest frosttolerante flerårige græsarter, og bruges som modelorganisme i studier af planters frosttolerance.[10]

- Sektion Ceratochloa har 16 arter, hvoraf ingen findes i Danmark. B. arizonicus, der er begrænset til Californien og Arizona, samt to arter der er begrænset til Andesbjergene i Sydamerika, har vist sig at være duodecaploide (2n=12x=84).[32].

- Sektionerne Neobromus, Boissiera (ofte indregnet under sektion Bromus) og Nevskiella er ganske små (hhv. en, to og en art) og har ingen repræsentanter i Europa.

## Anvendelse
På verdensplan er omtrent 10 arter fundet anvendelse i jordbruget, men mange flere optræder som ukrudt. En del arter har været anvendt som brødkorn, hvor de fandtes indblandet som ukrudt i andet korn, men er også i nogle tilfælde blevet dyrket bevidst. Således er Bromus mango blevet dyrket som brødkorn af araukanerne i det nuværende Chile indtil midten af det 19. århundrede, da den blev erstattet af de importerede, europæiske kornsorter. Bromus mango regnes nu almindeligvis for at være uddød, men hævdes at være genfundet og beskrevet under navnet Bromus catharticus ssp. catharticus.
Den iboende jordbrugsmæssige værdi af flere arter har været undersøgt ved markforsøg i New Zealand. Blandt lovende arter hos de enårige blev der peget på Bromus scoparius og B. trinii var. Excelsus og blandt de flerårige stakløs hejre, B. inermis.